# Sensibilitat (física)
En física, es coneix com a sensibilitat al quocient entre l'increment de la resposta d'un aparell de mesura i l'increment corresponent al senyal d'entrada. També s'anomena sensibilitat a la mínima variació que es pot detectar o mesurar amb un aparell de mesura. Quan més sensible és un aparell més capacitat té per a detectar canvis més petits.